# Estación de Las Franquesas-Granollers Norte
Las Franquesas-Granollers Norte es una estación ferroviaria situada en el municipio español de Las Franquesas del Vallés a escasos 50 metros del límite con Granollers, en la provincia de Barcelona, comunidad autónoma de Cataluña. Forma parte de la línea R2 de Cercanías Barcelona.

## Situación ferroviaria
La estación se encuentra en el punto kilométrico 30,7 de la línea férrea Barcelona-Cerbère en su sección entre Barcelona y Massanet a 166 metros de altitud. El tramo es de vía doble y está electrificado.

## La estación
Cuenta con dos vías generales (vías 1 y 2) con andenes laterales cubiertos parcialmente por marquesinas metálicas. El edificio de viajeros se sitúa en perpendicular a un nivel superior sobre las vías. El enlace entre los andenes y el vestíbulo de la estación se realiza a través de un conjunto de ascensor, escalera fija y escalera mecánica para cada vía.
El edificio de viajeros dispone de máquinas de venta automática de billetes, la taquilla y una cafetería. Existe también un aparcamiento exclusivo para clientes.

## Servicios ferroviarios
Todos los trenes de cercanías (salvo 2 o 3) que por aquí pasan hacia el norte tienen como destino San Celoni y los demás que paran son regionales cadenciados con destino Cerbère u origen Portbou que paran en todas las estaciones del tramo norte de la línea R2 y todos con cabecera en Barcelona-Sants.
| << cabecera                    | < estación        | línea | estación > | cabecera >>                  |
| ------------------------------ | ----------------- | ----- | ---------- | ---------------------------- |
| Rodalies de Catalunya de Renfe |                   |       |            |                              |
| Aeropuerto                     | Granollers Centro |       | Cardedeu   | San Celoni Massanet-Massanas |